# Andrea Cavalletto
Andrea Cavalletto (Padova, 28 giugno 1981) è un costumista italiano, vincitore del Nastro d'argento ai migliori costumi nel 2021.

## Biografia
Diplomatosi nel 2004 all'Accademia di belle arti di Venezia, si trasferì a Roma dove frequentò fino al 2007, allievo di Piero Tosi e Andrea Crisanti, il Centro sperimentale di cinematografia. Assistente di Maurizio Millenotti e Alessandro Lai, debuttò come responsabile dei costumi nel 2009.

## Filmografia
- Dieci inverni, regia di Valerio Mieli (2009)
- I primi della lista, regia di Roan Johnson (2011)
- Itaker - Vietato agli italiani, regia di Toni Trupia (2012)
- Il sud è niente, regia di Fabio Mollo (2013)
- La madre, regia di Andrés Muschietti (2013)
- Torneranno i prati, regia di Ermanno Olmi (2014)
- La terra dei santi, regia di Fernando Muraca (2015)
- 7 minuti, regia di Michele Placido (2016)
- Piuma, regia di Roan Johnson (2016)
- Finché c'è prosecco c'è speranza, regia di Antonio Padovan (2017)
- Il padre d'Italia, regia di Fabio Mollo (2017)
- Il tuttofare, regia di Valerio Attanasio (2018)
- Succede, regia di Francesca Mazzoleni (2018)
- Il grande passo, regia di Antonio Padovan (2019)
- Martin Eden, regia di Pietro Marcello (2019)
- Cambio tutto!, regia di Guido Chiesa (2020)
- Il cattivo poeta, regia di Gianluca Jodice (2020)
- La belva, regia di Ludovico Di Martino (2020)
- Re Granchio, regia di Alessio Rigo de Righi e Matteo Zoppis (2021)
- Settembre, regia di Giulia Steigerwalt (2022)
- Rapiniamo il duce, regia di Renato De Maria (2022)
- I viaggiatori, regia di Ludovico Di Martino (2022)
- Patagonia, regia di Simone Bozzelli (2023)
- Enea, regia di Pietro Castellitto (2024)
- Te l'avevo detto, regia di Ginevra Elkann (2024)
- Iddu - L'ultimo padrino,  regia di Fabio Grassadonia e Antonio Piazza (2024)
- Vermiglio, regia di Maura Delpero (2024)
- Diva Futura, regia di Giulia Louise Steigerwalt (2024)
- Testa o croce?, regia Alessio Rigo de Righi e Matteo Zoppis (2025)

## Premi e riconoscimenti
- Nastro d'argento

2020
Candidato a migliori costumi - Martin Eden
2021
Migliori costumi - Il cattivo poeta 2025
Candidato a migliori costumi - Iddu e Vermiglio
- David di Donatello

2015
Candidato a miglior costumista per Torneranno i prati
2020
Candidato a miglior costumista per Martin Eden
2025
Candidato a miglior costumista per Vermiglio
- Premio Flaiano

2021
Migliori costumi - Il cattivo poeta
- Ciak d'oro

2012 - Candidato a migliori costumi - I primi della lista